# Why Do Fools Fall in Love
Singles de Frankie Lymon and The Teenagers 
I Want You to Be My Girl
(1956)
Why Do Fools Fall In Love est une chanson du groupe Frankie Lymon and The Teenagers (initialement publiée sous le nom de The Teenagers Featuring Frankie Lymon). C'était leur premier single, il est sorti sur le label Gee Records à la fin de 1955 ou au début de 1956.
Aux États-Unis, la chanson a atteint la 1re place au classement rhythm and blues de Billboard et la 6e place au classement pop (le Top 100) de Billboard.
Au Royaume-Uni en juillet de la même année 1956 la chanson a atteint la 1re place au classement  national des singles (UK Singles Chart),.

## Accolades
Le single original des Teenagers Featuring Frankie Lymon, publié sur le label Gee Records en 1955, fut inscrit au Grammy Hall of Fame en 2001.
La chanson est aussi classée à la 314e place sur la liste des « 500 plus grandes chansons de tous les temps » selon le magazine musical Rolling Stone.